# Рот, Иоганн Филипп фон
Иоганн Филипп фон Рот (нем. Johann Philipp von Roth; 1754, Пернов — 1818, Канепи) — писатель, педагог, пробст.

## Биография
Родился в Пернове 13 (24) ноября 1754 года. В 12 лет поступил в Collegium Fridericianum в Кёнигсберге. По окончании курса полгода слушал лекции в Кенигсбергском университете, затем был студентом в Галльском университете, где сначала изучал юриспруденцию, а затем теологию. Вернувшись на родину, с 1777 года он занимался частным преподаванием.
Указом от 9 апреля 1780 года был назначен пастором в Канепи, где основал епархиальную и вместе с тем ремесленную школу, о которой очень заботился.
В 1798 году он был назначен пробстом округа Верро, или, вернее, пробстом второй Дерптской препозитуры. В 1802 году он сделал Канепи центром пробства Вырумаа и создал здесь собрание церковных учителей, библиотеку и кружок изучения языка. В церковной мызе Канепи также находилось приходское собрание и суд. В 1804 году он основал в Канепи приходскую школу.
По проекту архитектора Ф. Зигеля 9 июля 1804 года началось строительство нового каменного здания церкви, которое было завершено в 1808 году и освящено 2 августа 1810 года ливонским суперинтендентом Карлом Коттлобом Зоннтагом.
С 1803 года фон Рот был асессором Лифляндской Обер-консистории, с 1809 года был асессором дерптского Главного управления по делам церковным и, с того же года — советником Консистории.
В 1815 году фон Рот был пожалован кавалером ордена св. Владимира 4-й степени. В качестве пробста он учредил совет священников, который с 1802 года стал ежегодно собираться в Дерпте. Основал Дерптское отделение русского библейского общества. В 1817 году он был избран членом Курляндского общества литературы и искусства и членом-корреспондентом литературного комитета при Императорском человеколюбивом обществе в Санкт-Петербурге.
Напечатал:
- Sädusse, ma-rahwa perrastantu, kea Liiwlandigubernementiwallitsuse al ellawa. — Dorpat, 1804;
- Amts-Erfahrung eines Propster // «Gravés Magazin». — 1817;
- Ueber Volksbildung durch die Kurl. Gesellschaft für Literatur u. Kunst // «Jahresverh.» Ч. І. — С. 57—61.

Умер 13 (25) июня 1818 года в Канепи.